# Солоненська сільська рада (Вільнянський район)
| Солоненська сільська рада — орган місцевого самоврядування у Вільнянському районі Запорізької області з адміністративним центром у с. Солоне. Історична дата утворення: 11 лютого 1986 року. Водоймища на території, підпорядкованій даній раді: р. Солона. Територія Солоненської сільської ради розташована на півночі Вільнянського району Запорізької області. З півночі на південь по території проходить Придніпровська залізниця. Сільській раді підпорядковані населені пункти: - с. Солоне |

## Склад ради
Рада складається з 16 депутатів та голови.

### Керівний склад ради
| ПІБ                       | Основні відомості                                                                  | Дата обрання | Дата звільнення |
| ------------------------- | ---------------------------------------------------------------------------------- | ------------ | --------------- |
| Гурова Наталія Антонівна  | Сільський голова, 1968 року народження, освіта, член Соціалістичної партії України | 26.03.2006   | 31.10.2010      |
| Єрмак Любов Олексіївна    | Сільський голова, 1946 року народження, освіта вища, позапартійна                  | 31.10.2010   | 09.11.2015      |
| Раковець Андрій Федорович | Сільський голова,1983 року народження, освіта вища, позапартійний                  | 09.11.2015   |                 |

Примітка: таблиця складена за даними джерела